# Me & My Brother
Me & My Brother jest trzecim studyjnym albumem grupy muzycznej Ying Yang Twins. Jest to ich pierwszy album, który zdobył platynę. Zawiera największy hit grupy Salt Shaker z gościnnym udziałem Lil Jona, zdobył 9. pozycję na liście Hot 100.

## Lista utworów
1. "Them Braves"
2. "Hanh!"
3. "What's Happ'nin'!" (feat. Trick Daddy)
4. "Grey Goose"
5. "Salt Shaker" (feat. Lil Jon & the East Side Boyz)
6. "Georgia Dome (Get Low Sequel)"
7. "What the Fuck!" (feat. Bone Crusher & Killer Mike)
8. "Calling All Zones" (feat. Hittman)
9. "Me & My Brother"
10. "Hard" (feat. K.T.)
11. "The Nerve Calmer"
12. "Naggin'"
13. "Naggin Part II (The Answer)" (wykonywany przez Ms. Flawless & Tha Rhythum)
14. "Armageddon"